# Кастория (дим)
Кастори́я (греч. Δήμος Καστοριάς) — община (дим) в Греции. Входит в периферийную единицу Кастория в периферии Западная Македония. Население 35 874 жителя по переписи 2011 года. Площадь общины 763,33 квадратного километра. Плотность 47 человек на квадратный километр. Административный центр — Кастория. Димархом на местных выборах в 2014 году избран Анестис Ангелис (Ανέστης Αγγελής).
В 2010 году по программе «Калликратис» к общине Кастория присоединены упразднённые общины Айия-Триада, Айи-Анарьири, Вици, Клисура, Корестия, Македни, Месопотамья, а также сообщество Кастраки.

## Административное деление

Административное деление общины:
1 — Кастория
2 — по часовой стрелке снизу: Айия-Триада, Месопотамья, Кастраки, Корестия, Вици, Айи-Анарьири, Клисура, Македни

Община (дим) Кастория делится на 9 общинных единиц.